# Lân Chỉ
Lân Chỉ (tiếng Mãn: ᠯᡳᠨᡷᡳ, Möllendorff: Linjy, tiếng Trung: 麟趾; 4 tháng 12 năm 1756 – 10 tháng 8 năm 1821) là một hoàng thân của nhà Thanh trong lịch sử Trung Quốc, người thừa kế 1 trong 12 tước vị Thiết mạo tử vương.

## Cuộc đời
Lân Chỉ sinh vào ngày 13 tháng 10 (âm lịch) năm Càn Long thứ 21 (1756), trong gia tộc Ái Tân Giác La. Ông là con trai trưởng của Trấn quốc Tướng quân Vĩnh Huệ – con trai thứ ba của Khang Tu Thân vương Sùng An. Mẹ ông là Thứ thiếp Lưu thị (劉氏). Năm Càn Long thứ 54 (1789), tháng 12, ông được phong tước Nhị đẳng Phụ quốc Tướng quân (二等輔國將軍). Năm Gia Khánh thứ 20 (1817), tháng 12, Lễ Thân vương Chiêu Liên bị tội mà đoạt tước, nên ông được thế tập tước vị Lễ Thân vương đời thứ 10. Khi ấy phụ thân ông cũng được truy phong làm Lễ Thân vương. Năm Đạo Quang nguyên niên (1821), ngày 13 tháng 7 (âm lịch), ông qua đời, thọ 64 tuổi, được truy thụy Lễ An Thân vương (禮安親王). Tước vị sẽ do Toàn Linh – cháu nội của ông thế tập.

## Gia quyến
- Đích Phúc tấn: Bác Nhĩ Tế Cát Đặc thị (博爾濟吉特氏), con gái của Bút thiếp thức Vĩnh An (永安).
- Thứ thiếp:
  - Thạch thị (石氏), con gái của Văn Nhan (文顏).
  - Thạch thị (石氏), con gái của Thạch Phân (石芬).
- Con trai: Tích Xuân (錫春; 1776 – 1819), mẹ là Đích Phúc tấn Bát Nhĩ Tế Cát Đặc thị. Năm 1821 được truy phong làm Lễ Thân vương (禮親王).